# Roberto Biscaretti di Ruffia

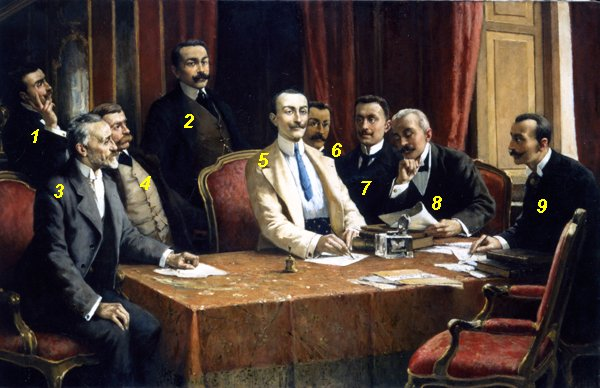
FIAT-Gründer: 1. Luigi Damevino, 2. Cesare Goria Gatti, 3. Roberto Biscaretti di Ruffia, 4. Carlo Racca, 5. Emanuele Cacherano di Bricherasio, 6. Michele Ceriana Mayneri, 7. Giovanni Agnelli, 8. Lodovico Scarfiotti, 9. Alfonso Ferrero

Roberto Biscaretti di Ruffia (* 26. April 1845 in Turin; † 12. August 1940 in Recco) war ein italienischer Unternehmer und Politiker.
Er gehörte 1899 zu den neun FIAT-Gründern und fungierte als erster Präsident des Unternehmens.

## Familie
Roberto Biscaretti di Ruffia wurde 1845 in Turin als Sohn des Generals und Senators Carlo Biscaretti di Ruffia und dessen Ehefrau Antonietta Laura Le Tonnellier de Breteuil († 1891) geboren. Er war mit Beatrice Ferrero verheiratet. Aus der Ehe gingen fünf Kinder hervor: Guido Roberto, Gustavo Giuseppe (* 1869), Aurora Laura (* 1871), Malvina Maria (* 1873) und Ermanno Carlo Federico. Der Erstgeborene Guido war Admiral, während des Ersten Weltkrieges Adjutant des Italienischen Königs Viktor Emanuel III. und gehörte von 1929 bis 1943 dem Senato del Regno an. Der Letztgeborene Carlo war als Industriedesigner und Grafiker aktiv und Designer des historischen Lancia-Logos.

## Werdegang
Nach Abschluss seines Ingenieurstudiums wirkte Roberto Biscaretti di Ruffia 1884 an der Organisation der Ausstellung Esposizione di Torino mit. Ab 1890 gehörte er dem Turiner Stadtrat an. 
Ende des 19. Jahrhunderts gehörte Roberto Biscaretti di Ruffia zu den Pionieren des Automobilismus in Italien. 1898 rief er zusammen mit Cesare Goria Gatti und Michele Lanza in Turin den Automobile Club di Torino in Leben, aus dem später der Automobile Club d’Italia hervorging.
Am 11. Juli 1899 gründete Biscaretti di Ruffia zusammen mit acht weiteren Männern in Turin die Società Anonima Fabbrica Italiana di Automobili Torino. In den folgenden Jahren widmete Biscaretti di Ruffia einen Großteil seiner Energie der Entwicklung des Automobilunternehmens. Im Jahr 1901 nahm er am erstmals ausgetragenen Giro automobilistico d’Italia teil. Während der XXII. Legislatur (1904–1909) gehörte Biscaretti di Ruffia dem Senato del Regno des Königreichs Italien an. Nach dem Ersten Weltkrieg schloss er sich der nationalistischen Bewegung und später der faschistischen Partei an. Zusammen mit seinem Freund Cesare Goria Gatti und dessen Sohn Carlo förderte Biscaretti di Ruffia den Aufbau des 1932 durch seinen Sohn Carlo gegründeten Museo Nazionale dell’Automobile in Turin. In seinen letzten Lebensjahren setzte sich Biscaretti di Ruffia in der Gemeinde Recco in Ligurien zur Ruhe und blieb dort in der Gemeindeverwaltung weiterhin politisch aktiv. Er starb 1940 im Alter von 95 Jahren in Mulinetti di Recco.
Roberto Biscaretti di Ruffia wurde mit dem Cavaliere di Gran Croce decorato di Gran Cordone dell'Ordine della Corona d'Italia und dem Grand’Ufficiale dell’Ordine dei Santi Maurizio e Lazzaro ausgezeichnet.